# Октавія Старша
Окта́вія Ста́рша (лат. Octavia Maior; 78 до н. е. — 43 до н. е.) — аристократка й матрона Стародавнього Риму.

## Життєпис
Походила з роду нобілів Октавіїв. Донька Гая Октавія, претора 61 року до н. е. та Анхарії. Старша зведена сестра імператора Октавіана Августа. Дружина Секста Аппулея, мала від нього двох синів — Секста й Марка. які згодом стали консулами. Померла наприкінці 43 року до н. е.